# Гонсалес Боканегра, Франсиско
Франсиско Гонсалес Боканегра (исп. Francisco González Bocanegra; 8 января 1824, г. Сан-Луис-Потоси — 11 апреля 1861, Мехико) — мексиканский поэт, прозаик, драматург, театральный критик, автор слов государственного гимна Мексики (1853).

## Биография
Сын испанского военнослужащего. Его мать была сестрой министра внутренних дел и внешних связей Хосе Мария Боканегра при президенте Мексики Висенте Герреро, и который на короткое время сам был избран президентом Мексики в 1829 году.
Отец Франсиско из-за вступления в брак с мексиканкой, был уволен из армии и после принятия закона, изгоняющего из страны всех оставшихся граждан Испании, в 1829 году с семьёй переехал в Испанию.
Родители будущего поэта поселились и жили в порту Кадиса, пока семья не вернулась в г. Сан-Луис-Потоси в 1839 году.

## Творчество
Франсиско Гонсалес Боканегра — поэт-лирик. Автор ряда прозаических и драматургических произведений. Театральный критик. Член литературного объединения Мексики — Liceo Hidalgo.

## История написания текста гимна Мексики

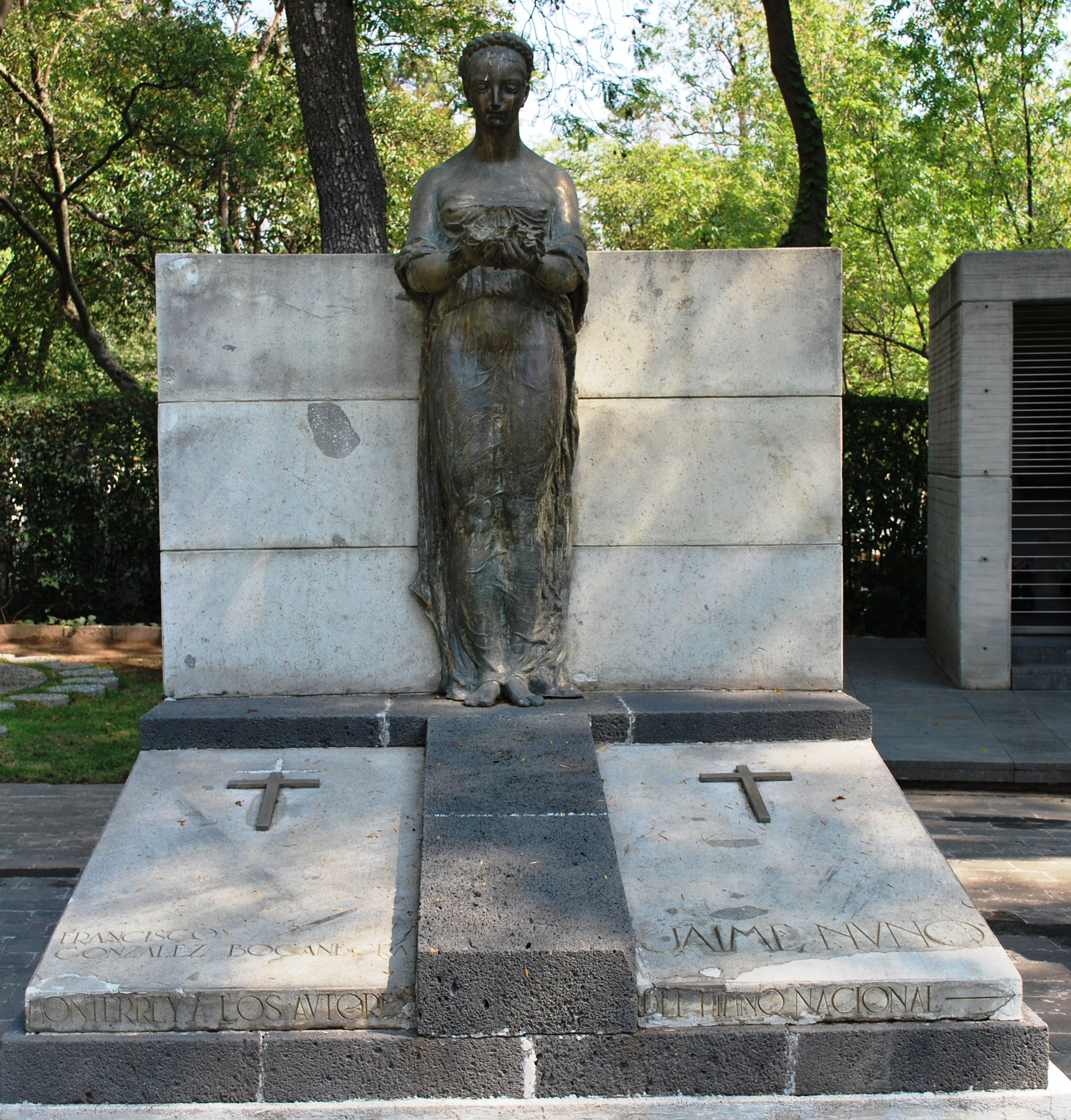
Могилы авторов гимна Мексики поэта Франсиско Гонсалеса Боканегра и композитора Хайме Нуно в Мехико

В 1853 году президент Мексики Антонио Лопес де Санта-Анна объявил конкурс на стихи и музыку государственного гимна (по отдельности). Победителем конкурса на лучший текст стал 29-летний поэт Франсиско Гонсалес Боканегра; по преданию, он наотрез отказывался участвовать в конкурсе, предпочитая сочинять любовную лирику, и тогда его невеста заперла поэта в спальне родительского дома, и не выпускала до тех пор, пока гимн не был написан.В комнате, где он был временно заключён, находились патриотические фотографии и рисунки, изображающие различные события из мексиканской истории, которые помогли его вдохновению.После четырехчасового вынужденного заключения, Франциско написал стихотворение из 10 куплетов, и просунул бумагу под дверь. После того как Франсиско получил одобрение своей невесты и её отца, он представил на конкурс стихи и выиграл его единогласно. .
В 1943 году президент страны Мануэль Авила Камачо внёс ряд поправок в текст гимна и распорядился исполнять только 4 куплета из первоначальных десяти.

## Избранные произведения
- Francisco González Bocanegra su vida y su obra (автобиография)
- Vida del corazón
- Vasco Núñez de Balboa
- Faltas y expiación
- Censura de teatros, México 1859

Умер от туберкулёза во время работы над пьесой о конкистадоре Васко Нуньесе де Бальбоа.
Похоронен в Ротонде выдающихся деятелей на территории Гражданского Пантеона Долорес в Мехико рядом с композитором, автором музыки государственного гимна Мексики Хайме Нуно.

## Память
- Имя Франсиско Гонсалес Боканегра носит город в штате Пуэбла, Мексика.